# Linyphia rustica
Linyphia rustica är en spindelart som först beskrevs av F. O. Pickard-Cambridge 1902.  Linyphia rustica ingår i släktet Linyphia och familjen täckvävarspindlar. Inga underarter finns listade i Catalogue of Life.